# Lijst van rijksmonumenten in Middelburg/Spanjaardstraat
De stad Middelburg telt 50 inschrijvingen in het rijksmonumentregister gelegen aan of bij de Spanjaardstraat. Hieronder een overzicht.
| Object | Oorspronkelijke functie? | Bouwjaar                | Architect | Locatie            | Coördinaten?                 | Nr.?  | Afbeelding                                                                    |
| --- | ------------------------ | ----------------------- | --------- | ------------------ | ---------------------------- | ----- | ----------------------------------------------------------------------------- |
| Huis met gepleisterde lijstgevel. Aansluitend zijbouw. Rozetbovenlicht. Stoep                                                                                             | Woonhuis                 | 18e/19e eeuw            |           | Spanjaardstraat 1  | 51° 30' 6" NB, 3° 36' 57" OL | 29528 | Huis met gepleisterde lijstgevel. Aansluitend zijbouw. Rozetbovenlicht. Stoep |
| Huis met brede gecementeerde rechte gevel en zijtopgevel met vlechtingen                                                                                                  | Gebouw                   | 18e-19e eeuw            |           | Spanjaardstraat 5  | 51° 30' 6" NB, 3° 36' 57" OL | 29529 | Meer afbeeldingen                                                             |
| Huis met gecementeerde lijstgevel. Dubbele voordeur. Stoep | Gebouw                   | 17e-18e eeuw            |           | Spanjaardstraat 9  | 51° 30' 6" NB, 3° 36' 58" OL | 29530 | Meer afbeeldingen                                                             |
| Huis met rechte gevel. Kroonlijst met consoles. Eenvoudige voordeuromlijsting. Stoep                                                                                      | Gebouw                   | 18e eeuw                |           | Spanjaardstraat 13 | 51° 30' 6" NB, 3° 36' 58" OL | 29531 | Meer afbeeldingen                                                             |
| Huis met rechte gevel. Stoep. | Gebouw                   | 18e-19e eeuw            |           | Spanjaardstraat 15 | 51° 30' 6" NB, 3° 36' 58" OL | 29532 | Meer afbeeldingen                                                             |
| Huis met pilastergevel. Benedenstuk vernieuwd en gepleisterd. Verdieping met jonische pilasters. In de kroonlijst datumsteen met jaartal 1646. Voordeuromlijsting. Stoep  | Gebouw                   | 1646                    |           | Spanjaardstraat 17 | 51° 30' 6" NB, 3° 36' 58" OL | 29533 | Meer afbeeldingen                                                             |
| Huis met gepleisterde rechte gevel in lijst gedateerd 1784. Voordeuromlijsting met consoles en rozetbovenlicht. Stoep                                                     | Gebouw                   | 18e eeuw                |           | Spanjaardstraat 19 | 51° 30' 7" NB, 3° 36' 59" OL | 29534 | Meer afbeeldingen                                                             |
| Huis met gepleisterde rechte gevel. Voordeuromlijsting in eenvoudige Lodewijk XVI trant. Stoep                                                                            | Gebouw                   | 18e eeuw                |           | Spanjaardstraat 21 | 51° 30' 7" NB, 3° 36' 59" OL | 29535 | Meer afbeeldingen                                                             |
| Jonas in de Walvis | Gebouw                   | 18e eeuw                |           | Spanjaardstraat 23 | 51° 30' 7" NB, 3° 36' 59" OL | 29536 | Meer afbeeldingen                                                             |
| Huis met rechte gevel en gootlijst op klosjes | Gebouw                   | 18e eeuw                |           | Spanjaardstraat 25 | 51° 30' 7" NB, 3° 36' 59" OL | 29537 | Meer afbeeldingen                                                             |
| Huis met rechte gevel, kroonlijst met modillons | Gebouw                   | 18e eeuw                |           | Spanjaardstraat 27 | 51° 30' 7" NB, 3° 36' 60" OL | 29538 | Meer afbeeldingen                                                             |
| Huis met rechte gevel, kroonlijst met consoles | Gebouw                   | 18e eeuw                |           | Spanjaardstraat 29 | 51° 30' 7" NB, 3° 36' 60" OL | 29539 | Meer afbeeldingen                                                             |
| Huis met geverfde lijstgevel, boven de pui overkragend | Gebouw                   | 18e eeuw                |           | Spanjaardstraat 31 | 51° 30' 7" NB, 3° 37' 0" OL  | 29540 | Meer afbeeldingen                                                             |
| Huis met geverfde rechte gevel | Gebouw                   | 17e-19e eeuw            |           | Spanjaardstraat 33 | 51° 30' 7" NB, 3° 37' 0" OL  | 29541 | Meer afbeeldingen                                                             |
| Huis met gepleisterde ingezwenkte tuitgevel op gepleisterde pui | Gebouw                   | 18e eeuw                |           | Spanjaardstraat 35 | 51° 30' 7" NB, 3° 37' 1" OL  | 29542 | Meer afbeeldingen                                                             |
| Huis met trapgevel | Gebouw                   | 18e eeuw                |           | Spanjaardstraat 37 | 51° 30' 7" NB, 3° 37' 1" OL  | 29543 | Meer afbeeldingen                                                             |
| Huis met gecementeerde afgeknotte topgevel | Gebouw                   | 18e eeuw                |           | Spanjaardstraat 39 | 51° 30' 7" NB, 3° 37' 1" OL  | 29544 | Meer afbeeldingen                                                             |
| Huis genaamd 'De hope' met puntgevel waarin natuurstenen banden, sierankers en boven de ramen van de verdieping bogen met op de sluitsteen een gebeeldhouwde mannen- resp | Woonhuis                 |                         |           | Spanjaardstraat 43 | 51° 30' 7" NB, 3° 37' 2" OL  | 29545 | Meer afbeeldingen                                                             |
| Huis met geverfde rechte gevel | Woonhuis                 | 18e eeuw                |           | Spanjaardstraat 45 | 51° 30' 7" NB, 3° 37' 2" OL  | 29546 | Meer afbeeldingen                                                             |
| Huis met gepleisterde rechte gevel | Woonhuis                 | 18e eeuw                |           | Spanjaardstraat 49 | 51° 30' 8" NB, 3° 37' 3" OL  | 29547 | Meer afbeeldingen                                                             |
| Huis met lijstgevel | Woonhuis                 | 18e eeuw                |           | Spanjaardstraat 51 | 51° 30' 8" NB, 3° 37' 3" OL  | 29548 | Meer afbeeldingen                                                             |
| Huis met rechte gevel op plint van hardsteen met zwartgeschilderd ornament                                                                                                | Handel en kantoor        | 1720 (jaartal)          |           | Spanjaardstraat 53 | 51° 30' 8" NB, 3° 37' 4" OL  | 29549 | Meer afbeeldingen                                                             |
| Huis met lijstgevel | Gebouw                   | 18e eeuw                |           | Spanjaardstraat 55 | 51° 30' 8" NB, 3° 37' 5" OL  | 29550 | Meer afbeeldingen                                                             |
| Huis met gepleisterde rechte gevel | Gebouw                   | 17e-18e eeuw            |           | Spanjaardstraat 57 | 51° 30' 8" NB, 3° 37' 5" OL  | 29551 | Meer afbeeldingen                                                             |
| Huis met trapgevel | Gebouw                   | 17e eeuw                |           | Spanjaardstraat 14 | 51° 30' 5" NB, 3° 36' 57" OL | 29552 | Meer afbeeldingen                                                             |
| Pand met verdieping en zadeldak, evenwijdig aan de straat in de huidige vorm van 19e-eeuws karakter                                                                       | Gebouw                   | 19e eeuw (huidige vorm) |           | Spanjaardstraat 16 | 51° 30' 5" NB, 3° 36' 57" OL | 29553 | Meer afbeeldingen                                                             |
| Huis met geverfde lijstgevel | Gebouw                   | 18e eeuw                |           | Spanjaardstraat 18 | 51° 30' 5" NB, 3° 36' 57" OL | 29554 | Meer afbeeldingen                                                             |
| Huis met gecementeerde lijstgevel | Gebouw                   | 17e-18e eeuw            |           | Spanjaardstraat 20 | 51° 30' 6" NB, 3° 36' 57" OL | 29555 | Meer afbeeldingen                                                             |
| Huis met rechte gevel, lijst met consoles | Gebouw                   | 18e eeuw                |           | Spanjaardstraat 30 | 51° 30' 6" NB, 3° 36' 58" OL | 29556 | Meer afbeeldingen                                                             |
| Huis met geverfde lijstgevel | Gebouw                   | 18e eeuw                |           | Spanjaardstraat 32 | 51° 30' 6" NB, 3° 36' 58" OL | 29557 | Meer afbeeldingen                                                             |
| Huis met geverfde rechte gevel, de gootlijst op klossen | Gebouw                   | 17e-18e eeuw            |           | Spanjaardstraat 34 | 51° 30' 6" NB, 3° 36' 58" OL | 29558 | Meer afbeeldingen                                                             |
| Huis met lijstgevel | Gebouw                   | 17e-18e eeuw            |           | Spanjaardstraat 36 | 51° 30' 6" NB, 3° 36' 59" OL | 29559 | Meer afbeeldingen                                                             |
| Huis met geverfde lijstgevel | Gebouw                   | 18e-19e eeuw            |           | Spanjaardstraat 38 | 51° 30' 6" NB, 3° 36' 59" OL | 29560 | Meer afbeeldingen                                                             |
| Huis met gepleisterde lijstgevel | Gebouw                   | 18e eeuw                |           | Spanjaardstraat 40 | 51° 30' 6" NB, 3° 36' 59" OL | 29561 | Meer afbeeldingen                                                             |
| Huis met rechte gevel | Gebouw                   | 18e-19e eeuw            |           | Spanjaardstraat 42 | 51° 30' 6" NB, 3° 36' 59" OL | 29562 | Meer afbeeldingen                                                             |
| Huis met geverfde rechte gevel | Gebouw                   | 18e eeuw                |           | Spanjaardstraat 44 | 51° 30' 6" NB, 3° 36' 60" OL | 29563 | Meer afbeeldingen                                                             |
| Huis met lijstgevel | Gebouw                   | 17e-18e eeuw            |           | Spanjaardstraat 46 | 51° 30' 6" NB, 3° 36' 60" OL | 29564 | Meer afbeeldingen                                                             |
| Huis met rechte gevel | Gebouw                   | 17e en later            |           | Spanjaardstraat 48 | 51° 30' 6" NB, 3° 37' 0" OL  | 29565 | Meer afbeeldingen                                                             |
| Huis met geverfde klokgevel | Gebouw                   | 18e-19e eeuw            |           | Spanjaardstraat 52 | 51° 30' 6" NB, 3° 37' 1" OL  | 29566 | Meer afbeeldingen                                                             |
| Huis met geverfde rechte gevel, gootlijst op klossen | Gebouw                   | 18e eeuw                |           | Spanjaardstraat 54 | 51° 30' 7" NB, 3° 37' 1" OL  | 29567 | Meer afbeeldingen                                                             |
| Huis met geverfde rechte gevel, gootlijst op gesneden kardoezen | Gebouw                   | 17e eeuw                |           | Spanjaardstraat 56 | 51° 30' 7" NB, 3° 37' 1" OL  | 29568 | Meer afbeeldingen                                                             |
| Pand met rechte gevel, gesneden kardoezen onder de gootlijst, driehoekig bekroonde dakkapel. Parterre en op de verdieping ontlastingsbogen boven de vensters              | Gebouw                   | 17e eeuw                |           | Spanjaardstraat 58 | 51° 30' 7" NB, 3° 37' 1" OL  | 29569 | Meer afbeeldingen                                                             |
| Huis met geverfde lijstgevel | Gebouw                   | 17e eeuw                |           | Spanjaardstraat 60 | 51° 30' 7" NB, 3° 37' 2" OL  | 29570 | Meer afbeeldingen                                                             |
| Huis met gepleisterde rechte gevel | Gebouw                   | 18e eeuw                |           | Spanjaardstraat 62 | 51° 30' 7" NB, 3° 37' 3" OL  | 29571 | Meer afbeeldingen                                                             |
| Huis met rechte gevel, in lijst gedateerd 1776 | Gebouw                   | 1776 (gedateerd)        |           | Spanjaardstraat 64 | 51° 30' 7" NB, 3° 37' 3" OL  | 29572 | Meer afbeeldingen                                                             |
| Huis met gepleisterde langsgevel, gootlijst op klossen | Gebouw                   | 17e-18e eeuw            |           | Spanjaardstraat 66 | 51° 30' 7" NB, 3° 37' 3" OL  | 29573 | Meer afbeeldingen                                                             |
| Pand achter een gemeenschappelijke gevel met het buurhuis nr 70 | Gebouw                   | 18e eeuw                |           | Spanjaardstraat 68 | 51° 30' 7" NB, 3° 37' 4" OL  | 29574 | Meer afbeeldingen                                                             |
| Pand achter een gemeenschappelijke gevel met het buurhuis nr 68 | Gebouw                   | 18e eeuw                |           | Spanjaardstraat 70 | 51° 30' 7" NB, 3° 37' 4" OL  | 29575 | Meer afbeeldingen                                                             |
| Huis met gepleisterde rechte gevel | Woonhuis                 | 18e eeuw                |           | Spanjaardstraat 74 | 51° 30' 7" NB, 3° 37' 5" OL  | 29576 | Meer afbeeldingen                                                             |
| Apart genummerde zijingang in achterbouw van het pand Molstraat 23 | Onderdeel woningen e.d.  |                         |           | Spanjaardstraat 76 | 51° 30' 7" NB, 3° 37' 5" OL  | 29577 | Meer afbeeldingen                                                             |